# Gustavo López
Gustavo Adrián López Pablo (* 13. April 1973 in Valentín Alsina, Buenos Aires) ist ein ehemaliger argentinischer Fußballspieler.

## Karriere

### Verein
López begann seine Profikarriere 1991 bei Independiente. 1994 wurde er in der Clausura mit der Mannschaft argentinischer Meister. 1994 und 1995 gewann er die Supercopa Sudamericana und 1995 zusätzlich die Recopa Sudamericana.
1995 wechselte López nach Spanien zu Real Saragossa. Hier wurde er in den folgenden vier Jahren häufig eingesetzt und kam auf über hundert Partien in der Primera División. 1999 wechselte er zum Ligakonkurrenten Celta Vigo. 2001 erreichte er mit dieser Mannschaft das Endspiel um den spanischen Pokal, das 1:3 gegen Real Saragossa verloren ging.

### Nationalmannschaft
Zwischen 1994 und 2002 war López argentinischer Nationalspieler. In 35 Partien gelangen dem Mittelfeldspieler vier Tore. Er gehörte bei mehreren Turnieren zum Kader. So war er im Aufgebot bei der Copa América 1997 und 1999 und der Weltmeisterschaft 2002, bei der er jedoch nicht eingesetzt wurde. Außerdem spielte er als U23-Jugendlicher bei den Olympischen Spielen 1996 mit, hier gewann er die Silbermedaille.